# Круки (Гомельская область)
Круки (бел. Крукі) — деревня Красновском сельсовете Светлогорского района Гомельской области Беларуси.
Кругом лес.

## География

### Расположение
В 58 км на северо-запад от Светлогорска, 9 км от железнодорожной станции Мошны (на ветке Бобруйск — Рабкор от линии Осиповичи — Жлобин), 201 км от Гомеля.

## Транспортная сеть
Транспортные связи по просёлочной, затем автомобильной дороге Протасы — Паричи. Планировка состоит из дугообразной улицы, близкой к меридиональной ориентации. Застройка двусторонняя, деревянная, усадебного типа.

## История
Согласно письменным источникам известна с XIX века как селение в Брожской волости Бобруйского уезда Минской губернии. Обозначена на карте 1866 года, которой пользовалась Западная мелиоративная экспедиция, работавшая в этих местах в 1890-е годы. В 1879 году обозначена в числе селений Королёвослободского церковного прихода. В 1908 году работал фельдшерский пункт.
В 1924 году открыта школа, которая размещалась в наёмном крестьянском доме. В 1925 году в Ковчицком сельсовете Паричского Бобруйского округа. В 1930 году организован колхоз.

## Население

### Численность
- 2021 год — 14 жителей

### Динамика
- 1908 год — 51 двор, 331 житель
- 1925 год — 77 дворов
- 1959 год — 485 жителей (согласно переписи)
- 2004 год — 48 хозяйств, 74 жителя
- 2021 год — 14 жителей